# عزا

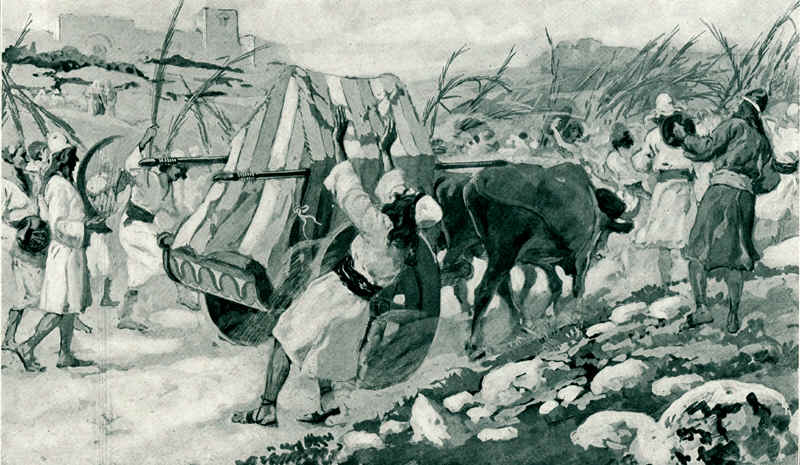
تأديب عزا لجيمس تيسو.

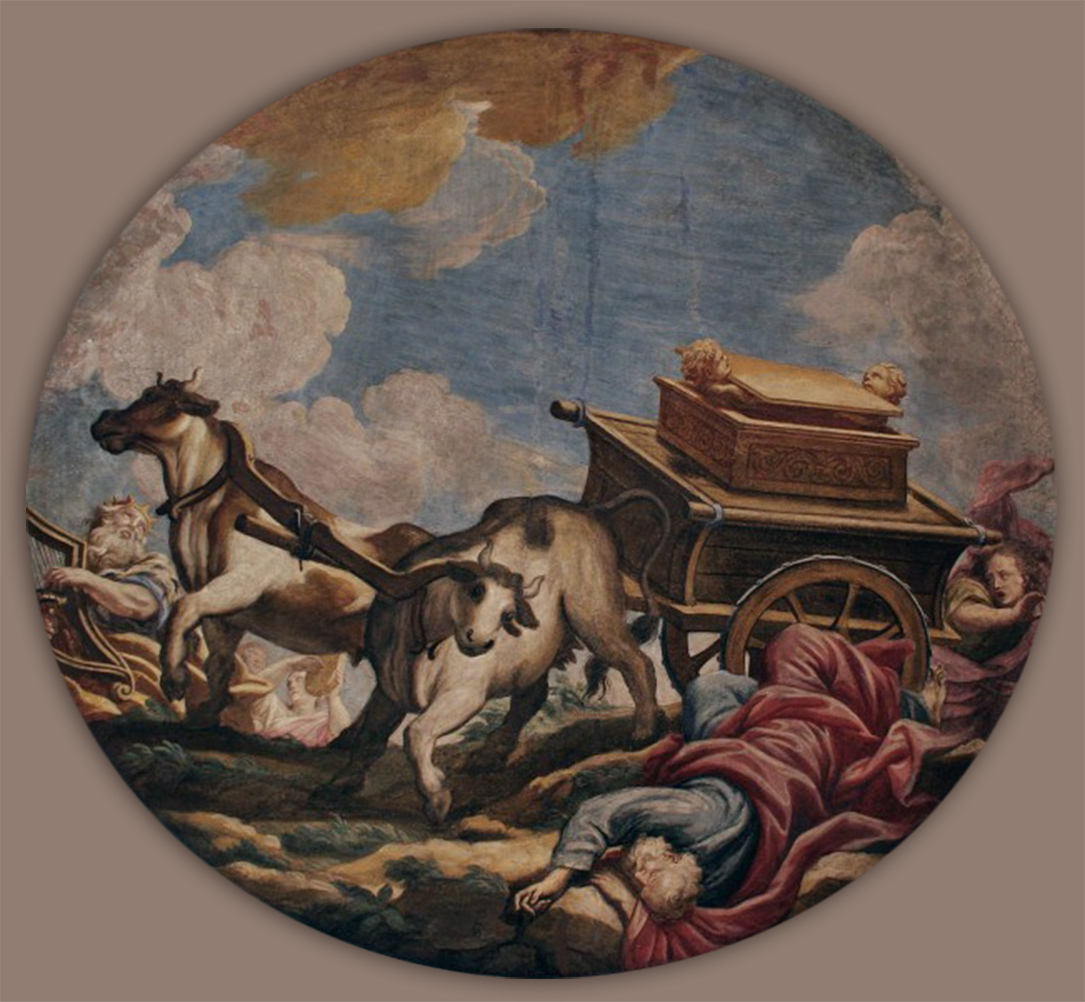
لوحة لموت عزا، لجوليو كواجليو الأصغر في ميدالية بكاتدرائية ليوبليانا (1704).

بحسب التناخ، عزا ويعني القوة، وفي الترجمة العربية لسفر صموئيل الأول 7 ألعازار، هو شخصية إسرائيلية ارتبط موته بلمس تابوت العهد.
هو عزا أو ألعازار بن أَبِينَادَابَ، جاء أهل قرية يعاريم إلى بيت أبيه أَبِينَادَابَ، ووضعوا تابوت العهد في بيته عندما أعيدوا من أرض الفلسطينيين، وقدَّسوا عزا لأنه يحرس التابوت. وبعد زمن سعى داود لإحضار تابوت العهد إلى القدس، فركب عزا مع أخيه أخيو، وقادا العربة التي وُضِع التابوت عليها، ولمّا وصلوا إلى بَيْدَرِ كِيدُونَ تعثرت الثيران التي تقود العربة، فمال التابوت، فمد عزا يده وأراد أن يثبّت التابوت، في انتهاك مباشر للقانون الإلهي، وحسب سفر أخبار الأيام الأول 13: قُتل عزا على الفور من قبل الرب بسبب خطأه. يقول السفر: «فَحَمِيَ غَضَبُ الرَّبِّ عَلَى عُزَّا وَضَرَبَهُ مِنْ أَجْلِ أَنَّهُ مَدَّ يَدَهُ إِلَى التَّابُوتِ، فَمَاتِ هُنَاكَ أَمَامَ اللهِ.»، لكن داود استاء لأن الرب قتل عزا، وسُمَّى هذا المكان بـ «فارص عزا».
كان داود خائفاً من حمل التابوت إلى أبعد من ذلك، فوضعه في بَيْتِ عُوبِيدَ أَدُومَ، لمدة ثلاثة أشهر. ثم بارك الرب عبيد أدوم وذهب داود وصعد تابوت الله إلى مدينة داود.